# Pi1 de la Grua
Pi¹ de la Grua (π¹ Gruis) és un estel variable a la constel·lació de la Grua, de magnitud aparent mitjana +6,14. Comparteix la denominació de Bayer «Pi» amb π² Gruis, si bé ambdues estels no estan físicament relacionades. Pi¹ Gruis s'hi troba a 498 anys llum del sistema solar.
Pi¹ Gruis és un estel de tipus S catalogat com S5,7e. És una estrella variable semiregular la lluentor de la qual varia entre magnitud +5,4 i +6,7 en un cicle de 150 dies. Al costat de R Andromedae i R Cygni va ser triada com un dels prototips del tipus espectral S i és un dels estels més lluents d'aquest grup. Pot tenir una grandària tan gran com 694 radis solars, equivalent a 3,2 ua, sent la seva magnitud absoluta bolomètrica -5,75.
D'acord a la seva posició en els diagrames color-color en infraroig, Pi¹ Gruis entra dins de la subclasse C dins dels estels intrínsecament S, que inclou a estels amb un dens embolcall circumestel·lar ric en oxigen. Així mateix, Pi¹ Gruis està classificada com I (emissió de silicat) i SE (emissió de pols de silicat ric en oxigen). Les observacions d'espectroscòpia i interferometria concorden amb l'existència d'un fi embolcall de pols localitzada a una distància de 14 vegades el radi estel·lar. Amb una temperatura de 700 K, estaria formada per partícules compostes per un 70% de silicat i un 30% d'alumini amorf. Pot existir un segon embolcall d'H₂O+SiO a 1.000 K estenent-se des de la fotosfera de l'estel fins a 4,4 radis estel·lars.
Pi¹ Gruis probablement forma un sistema binari amb una nana groga de tipus G0V i magnitud +10,9. Visualment a 2,71 segons d'arc, no s'ha observat variació en la separació durant més d'un segle.

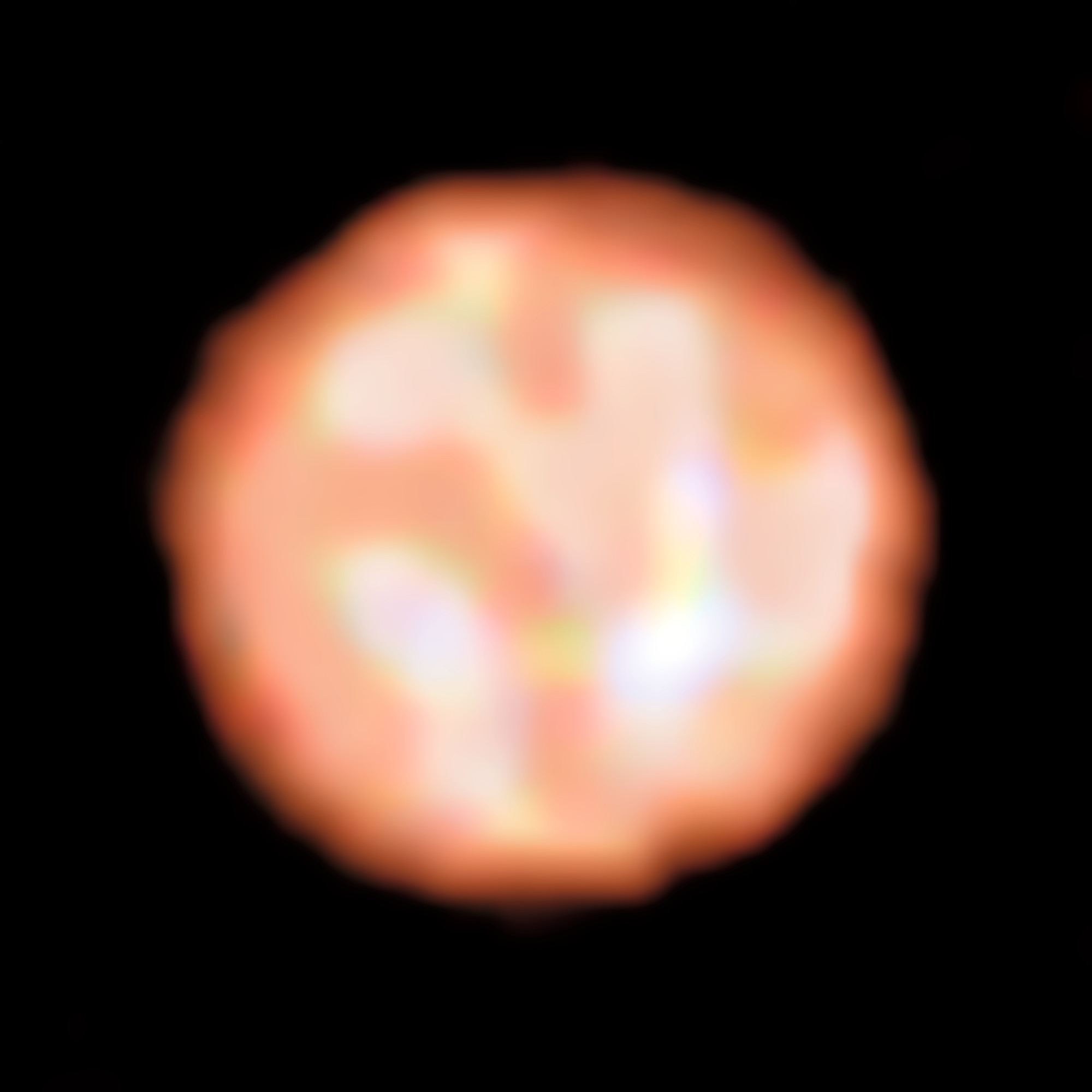
Utilitzant el Very Large Telescope d'ESO, un equip d'astrònoms ha observat, per primera vegada de forma directa, els patrons de granulació en la superfície d'un estel fora del Sistema Solar: l'envellit estel gegant vermell π¹ Gruis. Aquesta nova imatge, obtinguda per l'instrument PIONIER (VLTI), revela les cèl·lules convectives que conformen la superfície d'aquest enorme estel. Cada cèl·lula cobreix més d'un quart del diàmetre de l'estel i té una grandària de prop de 120 milions de quilòmetres.